# Priyè Ginen
A Priyè Ginen (crioulo haitiano: oração da África) é uma prece popular haitiana, utilizada nas aberturas dos rituais de Vodu. A oração, ícone da simbiose entre a cosmologia cristã e africana que se desenvolveu no país, mescla elementos do catolicismo popular e de tradições animistas provenientes da África, invocando, a um só tempo, a proteção do Deus cristão, de diversos santos católicos e dos loás, ancestrais divinizados que, conforme crê-se, teriam a faculdade de se fazer presentes entre os fiéis mediante a possessão de um de seus devotos.
Priye, vocábulo crioulo para oração, deriva do francês prière, de mesmo significado, ao passo que Ginen tem sua provável origem em guinéen, termo francês para guineense ou habitante da Guiné, região da África que passou a denominar o continente em sua inteireza.
Em seus trechos iniciais, a priyè Ginen assemelha-se às litanias do catolicismo oficial, sendo cantada em francês. Invoca-se, preliminarmente, a proteção dos santos católicos, sendo recorrentes as rogativas à Virgem Maria, Jesus e à eucaristia, entoadas de início pelo sacerdote oficiante após qual se segue toda a congregação, em uníssono. Neste momento, são infrequentes os toques dos tambores, instrumento de percussão que rege o culto vodu, embora, em determinados momentos, os participantes batam palmas, em respeito às entidades que, conforme acreditam, se fariam presentes no recinto do ritual. Orações do catolicismo normativo, tais como o Pai Nosso e a Ave Maria, são frequentemente recitadas em conjunto com as estrofes iniciais da prece africana, invariavelmente em francês.
Finda a etapa preliminar, segue-se a invocação às entidades de origem africana, fase que é comumente referida com priye Dyo. A oração torna-se, a partir de então, mais frenética, entrecortadas de trecho em línguas africanas. Os toques dos tambores tornam-se, então, mais frequentes, além das palmas, usadas, como já mencionado, para aclamar as entidades. Terminada a prece, que pode se processar por um período considerável, iniciam-se os rituais que culminarão com a possessão dos fiéis pelas divindades.